# AMX 50
Char moyen de 50 tonnes AMX, или AMX 50 — французский опытный средний/тяжёлый танк, разрабатывавшийся в 1945—1958 годах компанией AMX. Проект был впоследствии закрыт ввиду появления основного боевого танка AMX 30.

## История создания
В марте 1945 года компанией AMX был представлен проект № 141, в соответствии с которым было заказано два прототипа, получивших индекс «М4». Первоначально танк относился к средним. Танк создавался под влиянием немецких танков Panther и Königstiger. В частности, танк получил характерную ходовую часть с опорными катками большого диаметра, расположенными в шахматном порядке, по девять на борт. Поначалу была принята максимальная толщина брони в 30 мм, однако в окончательном варианте по требованию военных защита была значительно усилена. Одновременно башня традиционного типа была заменена на недавно спроектированную качающуюся башню TO90, разработанную компанией FAMH (Saint-Chamond).
В 1949 году был построен корпус первого прототипа, который теперь обозначался AMX 50. Зимой прототип получил новую 100-мм пушку, разработанную Arsenal de Tarbes. Вскоре был достроен и второй прототип, также получивший 100-мм орудие, но в облегчённой башне TOA100. Масса этих прототипов составила 53,7 тонны. Проблемой оказался подбор необходимого двигателя, так как по первоначальным планам танк должен был превосходить все существующие на тот момент средние танки в скорости. На танке испытывался немецкий карбюраторный двигатель Maybach HL295.
Проводились эксперименты по установке башни TO90/930 с орудием DEFA D.911. Эта башня и орудие изначально разрабатывались для лёгкого танка Char de 25t.
В 1951 году, после завершения предварительных испытаний прототипов, было решено усилить вооружение установкой 120-мм орудия. Для размещения орудия была спроектирована огромная башня обычного типа, но впоследствии проект переработали под качающуюся башню под индексом TOA120. В результате всех внесенных изменений снаряженная масса танка возросла до 59 тонн. Первый из десяти заказанных прототипов DEFA предъявила в 1953 году.
За ним последовало решение вновь усилить бронирование. Носовую часть выполнили в виде «щучьего носа». Масса танка при этом увеличилась до 64 тонн. Испытания построенного прототипа, получившего обозначение Surblindé, выявили многочисленные проблемы, в первую очередь с подвеской, которая так же требовала усиления.
В итоге было решено коренным образом переработать проект с целью создания «пониженной» версии — Surbaissé, заново спроектировав новый литой корпус уменьшенной высоты, и иную башню TOB120.
Работы принесли свои плоды, и появившийся в 1958 году заключительный прототип весил всего 57,8 тонн. Новая башня получила более совершенный барабанный автомат заряжания, расположенный в нише, наподобие того, что использовался на лёгком танке AMX 13. Тем не менее, проблемы с двигателем окончательно не были решены, и предполагаемая скорость в 65 км/ч так и не была продемонстрирована.
Всего было выпущено 6 прототипов (включая САУ CA 120 AMX).

## Варианты AMX-50

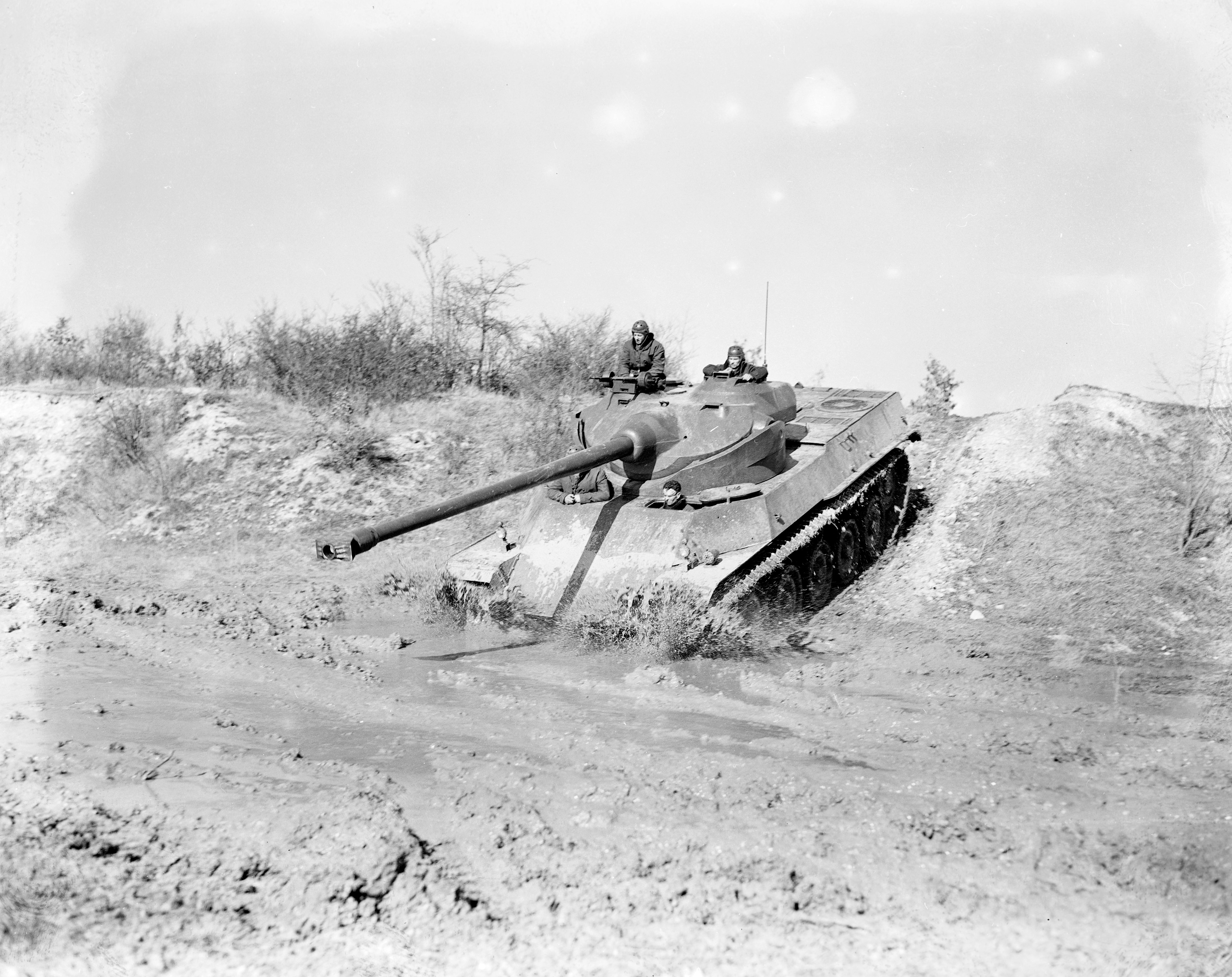
Танк AMX 50 с башней TO100 на испытаниях

### Основные образцы
- AMX M4 — первый вариант AMX 50 с качающейся башней. Изначально вооружался 90-мм орудием SA 47 в башне TO90, позже была установлена 100-мм пушка SA 47 в башне TO100. Башня TO90 позже была установлена на следующий вариант танка. Для заряжания орудия использовался механизм заряжания револьверного типа. Был изготовлен один танк, отличающийся наличием центральной лобовой бронеплиты между верхней и нижней, и выступающими вверх крышками радиаторов. Имел корпус из сварных деталей, данная концепция сохранилась вплоть до танка AMX 50 Surblindé.
- AMX 50 — улучшенный вариант на шасси нового типа с соединёнными верхней и нижней лобовыми бронеплитами и без выступающих крышек радиаторов. Изначально оба прототипа вооружались 100-мм пушками SA 47 в башнях TO100 и TOA100 (последняя была разработана для среднего танка Lorraine 40t, имела тонкое бронирование до 45 мм и использовалась исключительно для проведения военных парадов с использованием танка). Позже один из прототипов получил увеличенную качающуюся башню TOA120 со 120-мм пушкой SA 46. Ещё позже башня была заменена TO90. В данном виде танк сохранился оценочно до конца 1980-х годов, после чего был уничтожен путём слома. На танк в экспериментальных целях устанавливалась башня TO90/930, созданная специально для Char de 25t.
- AMX 50 Surblindé (букв. — повышенного бронирования) — вариант AMX 50 с усиленным бронированием. Лоб корпуса нового танка имел форму «щучьего носа», позаимствованную с тяжёлых советских танков ИС-3 и Т-10. На танк устанавливалась башня TO120 со 120-мм пушкой SA 46. Данный вариант башни имел наиболее толстое бронирование (до 105 мм непосредственно башня и до 156 мм воротник башни). Единственный из AMX 50, являвшийся тяжёлым танком.
- AMX 50 Surbaissé (букв. — пониженный) — последний вариант AMX 50 с новой башней TOB120. Танк получил литой корпус, в башне устанавливался барабанный автомат заряжания на 18 снарядов (два барабана на 9 снарядов), расположенный в нише, ещё 8 снарядов находились в боеукладке первой очереди в башне и 19 снарядов в боеукладке второй очереди, в корпусе танка. Единственный сохранившийся прототип находится в бронетанковом музее в Сомюре. Вместо оригинальной автоматической пушки MG151/20 установлен американский пулемёт M2 Browning.

## Машины на базе AMX 50

### CA 120 AMX
Основная статья Canon automoteur de 120mm AMX
Параллельно разработке среднего танка на базе AMX 50 проектировался истребитель танков, получивший название Canon automoteur de 120mm. Вооружался 120-мм пушкой SA 46 в неподвижной боевой рубке, 20-мм пушкой MG 151/20 в башне, оснащался оптическим дальномером. Был изготовлен один прототип, однако после успешных экспериментов с установкой 120-мм орудия в качающейся башне на шасси средних танков САУ дальнейшего развития не получила.